# Café liégeois

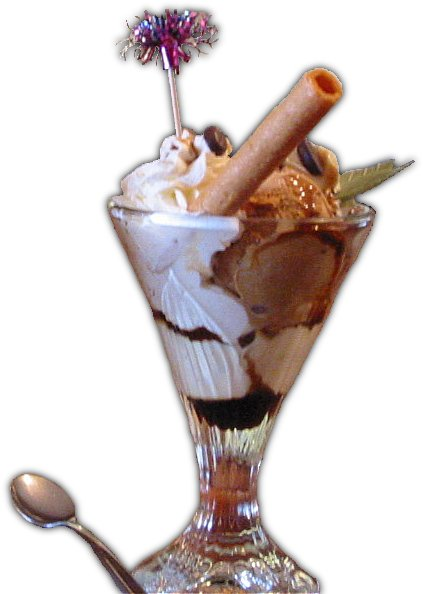
Café liégeois

Café liégeois ("Luikse koffie") is een Frans roomijs-nagerecht. Het bestaat uit roomijs met koffiesmaak, gekoelde zoete koffie en slagroom.
Dit nagerecht heette oorspronkelijk café viennois ("Weense koffie") omdat de koffie via Wenen in Europa werd geïntroduceerd. Het gerecht werd hernoemd na de Slag om Luik aan het begin van de Eerste Wereldoorlog. Deze slag duurde langer dan verwacht, mede door het verzet vanuit deze stad. Dit zorgde voor een vertraging van de Duitse opmars richting Frankrijk (het Schlieffenplan) waardoor het Franse leger zich beter kon voorbereiden. Als eerbetoon werd het gerecht in Parijse cafés hernoemd naar de stad Luik. Wat daarbij ook meespeelde was dat Wenen de hoofdstad was van Oostenrijk-Hongarije, een bondgenoot van het Duitse Rijk, en dus de vijand. In Zwitserland wordt wel nog steeds de oorspronkelijke naam gebruikt.
In variaties van dit gerecht wordt de koffie vervangen door espresso gemengd met karamel, of door Luikse stroop. Ook wordt er soms een scheutje peket toegevoegd. Daarnaast is er de variant genaamd Chocolat liégeois die op basis van chocolade-ijs wordt gemaakt.